# Tommy Hill
Tommy Hill (Beckenham, 9 febbraio 1985) è un pilota motociclistico britannico, campione britannico superbike nel 2011.

## Carriera
Inizia a correre nei campionati nazionali britannici nel 2001, prendendo parte alla sua prima stagione nel campionato britannico Superbike del 2004 con il team Virgin Mobile, squadra con la quale resta legato fino al 2006, realizzando il suo primo successo in gara in ambito nazionale nel 2005 e l'esordio nelle competizioni internazionali nel campionato mondiale Superbike del 2006, in occasione della gara di Silverstone dove, come wildcard, riesce ad ottenere la pole position ma termina al 12º posto entrambe le gare domenicali. Con questi risultati, abbinati all'11º posto ottenuto nell'altro gran premio britannico, quello di Brands Hatch, risultò al 23º posto della classifica generale.
Nel 2007 è per il sesto anno legato al team Virgin sempre nel campionato britannico Superbike, ma viene chiamato a prender parte alle ultime quattro gare del campionato mondiale Supersport dal team Yamaha World SSP Racing, per sostituire in sella alla Yamaha YZF-R6 l'infortunato Kevin Curtain. In questo esordio nel mondiale Supersport riesce a totalizzare 33 punti che gli consentono di classificarsi ventiduesimo nella generale.
Nel 2008 riesce a trovare un posto come pilota titolare nel mondiale Supersport con la Honda CBR600RR del team Hannspree Honda Althea, ma due infortuni, il primo durante i test pre-campionato ed il secondo durante la prova tedesca al Nürburgring, non gli hanno consentito di partecipare al campionato.
Nel 2009 viene confermato dal team HANNspree Honda Althea e spostato nel mondiale Superbike con una Honda CBR 1000RR, ma dopo la prima parte di stagione viene sostituito da Matthieu Lagrive, conclude la stagione rientrando nel British Superbike andando a prendere il posto dell'infortunato Sylvain Guintoli nel team Crescent Suzuki.
Rientra definitivamente in ambito nazionale nel 2010, terminando al terzo posto in sella alla Suzuki del team Crescent e nel 2011, ritornato alla guida di moto Yamaha, si laurea campione del British Superbike Championship. Nel 2012, con la stessa motocicletta, chiude al terzo posto.

## Risultati in gara

### Campionato mondiale Superbike
| 2006 | Moto   |  |  |  |  |  |  |  |  |    |    |  |  |  |  |    |     |  |  |  |  |  |  |  |  |  |  |  |  | Punti | Pos. |
| ---- | ------ |  |  |  |  |  |  |  |  | -- | -- |  |  |  |  | -- | --- |  |  |  |  |  |  |  |  |  |  |  |  | ----- | ---- |
| 2006 | Yamaha |  |  |  |  |  |  |  |  | 12 | 12 |  |  |  |  | 11 | Rit |  |  |  |  |  |  |  |  |  |  |  |  | 13    | 23º  |

| 2009 | Moto  |    |    |    |     |    |    |     |     |    |    |    |    |    |    |  |  |  |  |  |  |  |  |  |  |  |  |  |  | Punti | Pos. |
| ---- | ----- | -- | -- | -- | --- | -- | -- | --- | --- | -- | -- | -- | -- | -- | -- |  |  |  |  |  |  |  |  |  |  |  |  |  |  | ----- | ---- |
| 2009 | Honda | 14 | 14 | 15 | Rit | 15 | 22 | Rit | Rit | 20 | 16 | 19 | 17 | NP | NP |  |  |  |  |  |  |  |  |  |  |  |  |  |  | 6     | 33º  |

| Legenda | 1º posto        | 2º posto            | 3º posto           | A punti      | Senza punti        | Grassetto – Pole position Corsivo – Giro più veloce |
| Legenda | Gara non valida | Non qual./Non part. | Ritirato/Non class | Squalificato | '-' Dato non disp. | Grassetto – Pole position Corsivo – Giro più veloce |

### Campionato mondiale Supersport
| 2007 | Moto   |  |  |  |  |  |  |  |  |  |   |   |     |   | Punti | Pos. |
| ---- | ------ |  |  |  |  |  |  |  |  |  | - | - | --- | - | ----- | ---- |
| 2007 | Yamaha |  |  |  |  |  |  |  |  |  | 5 | 5 | Rit | 5 | 33    | 22º  |

| 2008 | Moto  |  |  |  |  |  |    |  |  |  |  |  |  |  | Punti | Pos. |
| ---- | ----- |  |  |  |  |  | -- |  |  |  |  |  |  |  | ----- | ---- |
| 2008 | Honda |  |  |  |  |  | NP |  |  |  |  |  |  |  | 0     |      |

| Legenda | 1º posto        | 2º posto            | 3º posto           | A punti      | Senza punti        | Grassetto – Pole position Corsivo – Giro più veloce |
| Legenda | Gara non valida | Non qual./Non part. | Ritirato/Non class | Squalificato | '-' Dato non disp. | Grassetto – Pole position Corsivo – Giro più veloce |